# St-Pierre (Lyon)

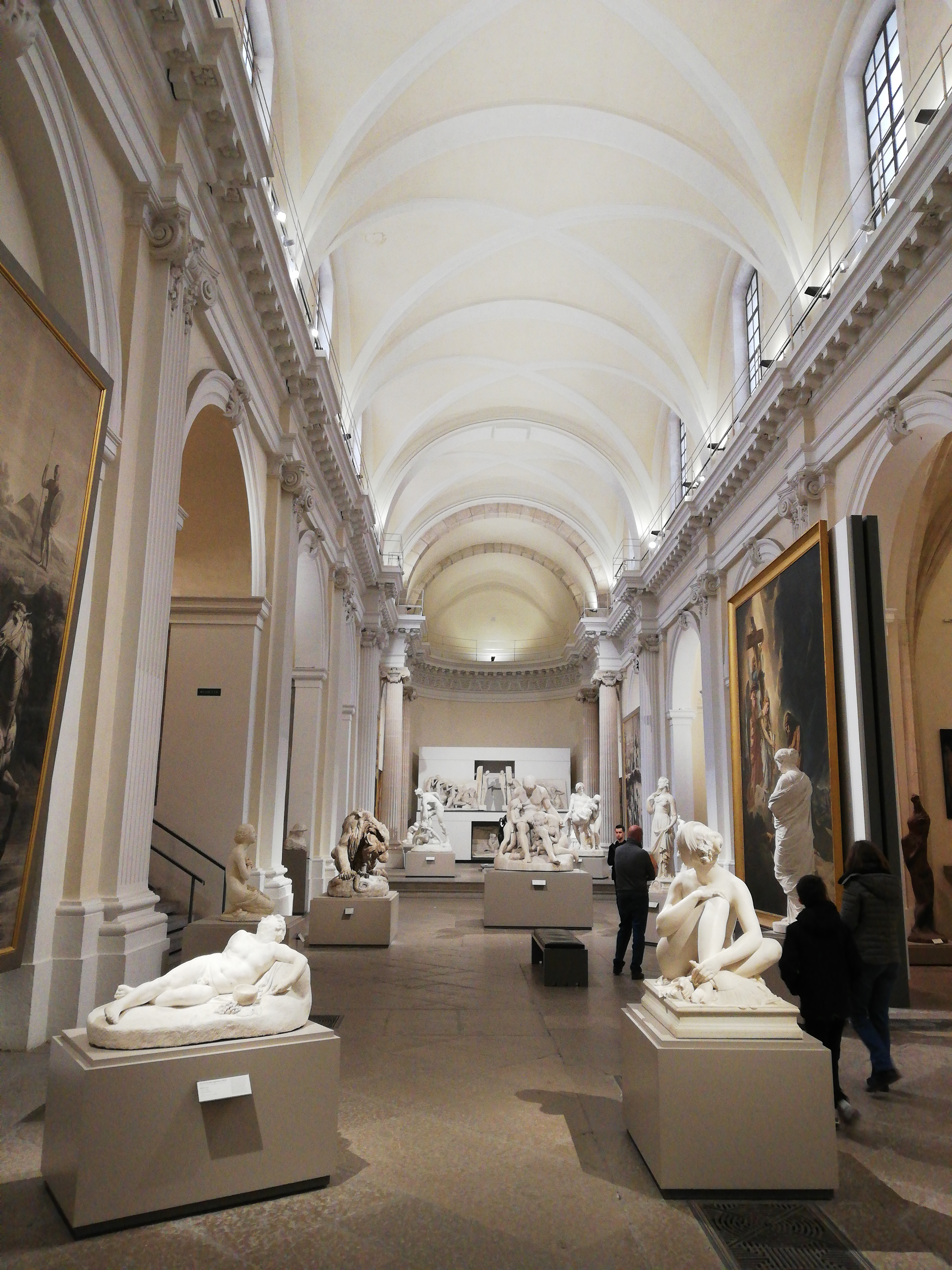
St-Pierre (Lyon)

Die Kapelle St-Pierre (auch: St-Pierre-des-Terreaux) ist eine ehemalige römisch-katholische Kirche im 1. Arrondissement von Lyon. Sie ist Teil des Kunstmuseums. Die erhaltenen mittelalterlichen Teile der Kirche sind seit 1921 als Monument historique klassifiziert.

## Geschichte

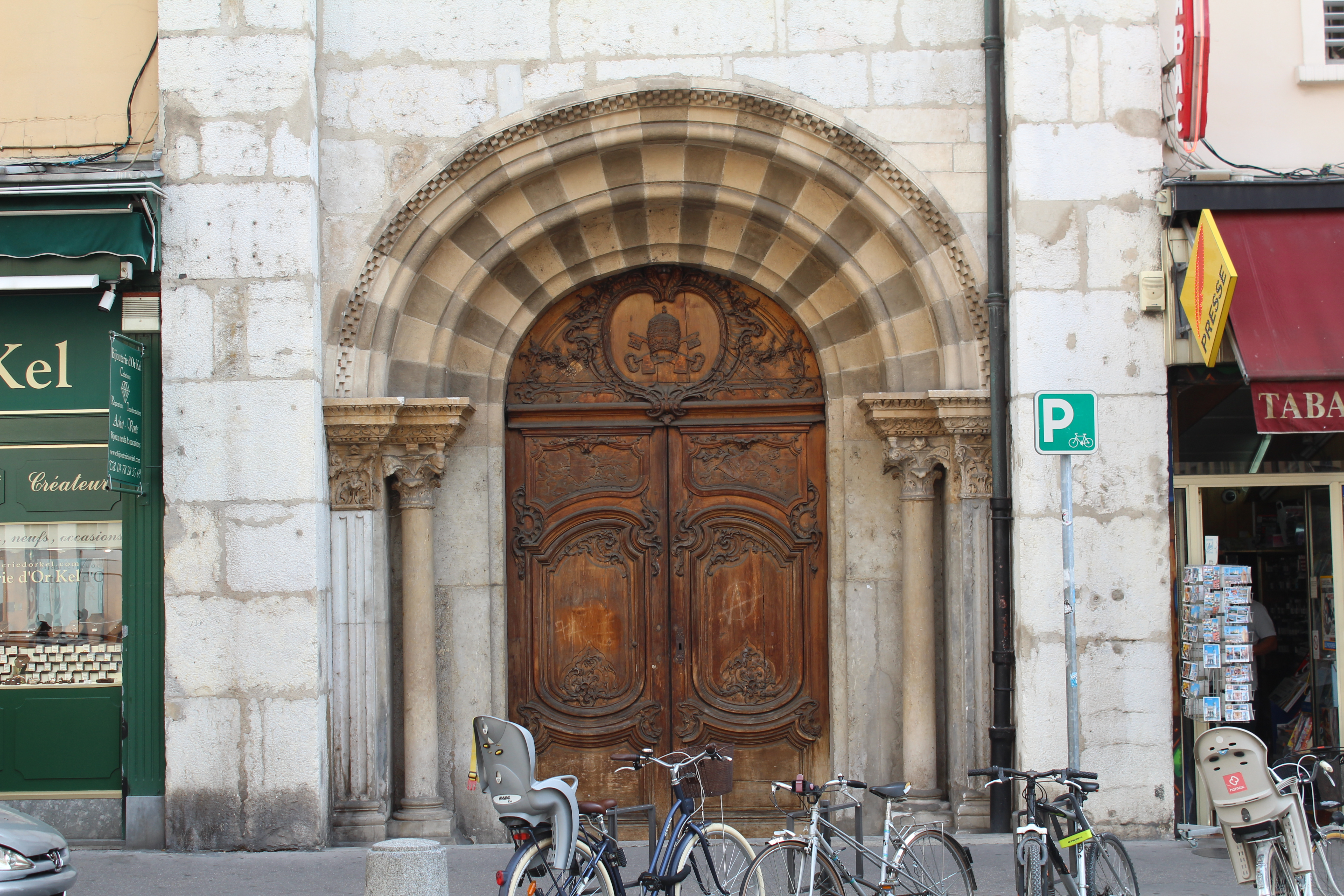
St-Pierre (Lyon)

Seit dem achten Jahrhundert ist in Lyon eine von Bischof Annemundus gebaute Peterskirche bezeugt, die im 12. Jahrhundert neu errichtet wurde. Im 14. Jahrhundert kamen Seitenkapellen hinzu. Diese Kirche war Abteikirche der Benediktinerinnenabtei Saint-Pierre-des-Terreaux (französisch auch: Abbaye de Saint-Pierre-les-Nonnains de Lyon). Als ab 1659 die Abtei gänzlich umgebaut und an der Place des Terreaux der Palais Saint-Pierre errichtet wurde, kam es auch zur Restaurierung und Barockisierung der Abteikirche. Der Architekt Antoine Degérando (1739–1785) vergrößerte den Chorraum und baute den Glockenturm. Durch die Französische Revolution wurden Abtei und Abteikirche geschlossen. 1803 wurde die Kirche ein erstes Mal Museum, war dann von 1807 bis 1905 Pfarrkirche, wurde wieder profaniert und nach 1950 vom Museumsdirektor René Jullian (1903–1992) durch Baumaßnahmen in das Museum integriert, wo sie heute Skulpturen und übergroße Bilder enthält.

## Ausstattung
Von der romanischen Kirche ist die Fassade mit Eingang übrig, die auf die Straße Paul Chenavard hinausgehen und dort zu sehen sind. Sie stehen seit 1921 unter Denkmalschutz.